# Félix Baciocchi
Felice Pasquale Baciocchi (18 tháng 5 năm 1762 – 27 tháng 4 năm 1841) sinh ra tại Ajaccio trong một gia đình quý tộc sa sút ở Đảo Corse thuộc Pháp. Ông là thiếu úy trong quân đội Pháp năm 1778, trung úy năm 1788, sau đó là đại úy năm 1794. Khoảng ngày 5 tháng 5 năm 1797, ông kết hôn với Elisa Maria Bonaparte, em gái của Tướng Napoléon, tại Marseilles.
Baciocchi được bổ nhiệm làm thư ký cho đại sứ tại Triều đình Hoàng gia Tây Ban Nha vào tháng 11 năm 1800 và chuyển đến Madrid, trong khi vợ ông vẫn ở Pháp. Baciocchi sau đó được thăng cấp đại tá quân đội năm 1802, chuẩn tướng năm 1804 và thiếu tướng năm 1809. Sau khi người anh vợ là Napoleon Bonaparte lên ngôi hoàng đế và lập ra Đệ nhất Đế chế Pháp, Baciocchi được phong làm thượng nghị sĩ năm 1804 và hoàng thân năm 1805, trở thành thành viên của Hoàng gia Nhà Bonaparte.
Nhờ các cuộc chinh phục của anh rể, Baciocchi trở thành Thân vương xứ Lucca và Piombino, nhưng không có quyền lực liên quan hoặc quyền lực chủ quyền, vốn thực sự do vợ ông nắm giữ. Ông cũng đã chấp nhận chịu đựng sự không chung thủy của vợ mình.
Baciocchi là một nghệ sĩ vĩ cầm nghiệp dư đầy nhiệt huyết, và ông đã học với nghệ sĩ vĩ cầm Niccolò Paganini trong 10 năm khi cư trú tại Lucca và Florence. Trong thời gian này, vợ ông và Paganini cũng có quan hệ tình cảm.
Khi đế chế của Napoléon sụp đổ, ông cùng Elisa lui về Trieste, sau đó đến Bologna sau khi bà qua đời vào năm 1820. Ông qua đời tại thành phố đó vào ngày 27 tháng 4 năm 1841.

## Cuộc sống đầu đời

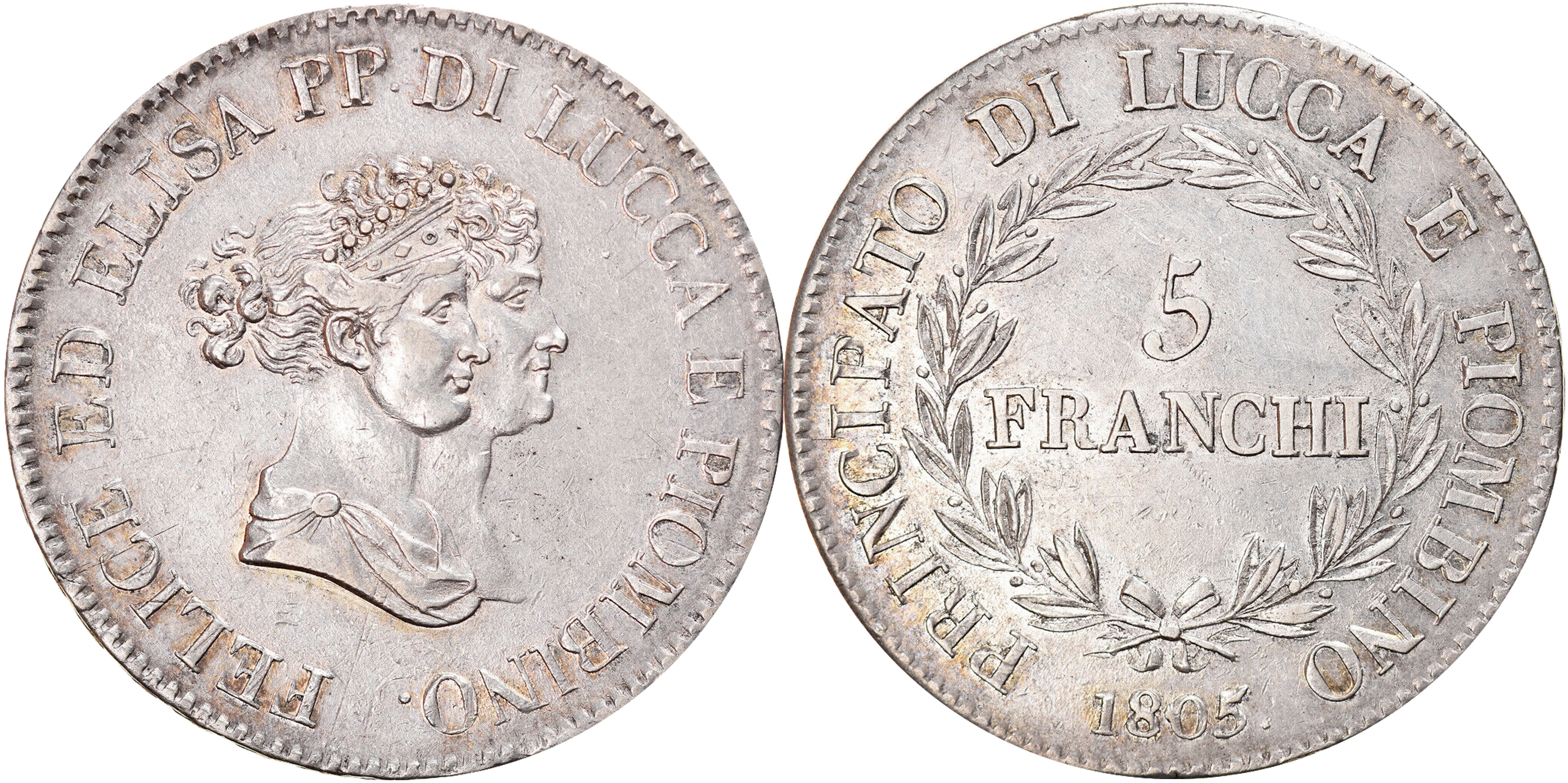
Xu bạc: 5 Franchi của Thân vương quốc Lucca và Piombino, đúc năm 1805, với mặt trước là 2 vợ chồng Thân vương Felix và Elisa, đây là phiên bản tiền đúc đầu tiên hiển thị chân dung của Elisa và Felix